# Плибо
Плибо (англ. Pleebo) — город в юго-восточной части Либерии, на территории графства Мэриленд.

## Географическое положение
Расположен примерно в 25 км к северу от административного центра графства, города Харпер, недалеко от границы с Кот-д’Ивуаром. Абсолютная высота — 94 метра над уровнем моря.

## Население
По данным на 2013 год численность населения составляет 25 349 человек.
Динамика численности населения города по годам:
| 2008   | 2013   |
| ------ | ------ |
| 22 963 | 25 349 |